# Draccius
Draccius war ein antiker römischer Toreut (Metallbildner), der wahrscheinlich im dritten Viertel des 1. Jahrhunderts in Gallien tätig war.
Draccius ist heute nur noch aufgrund von sieben Signaturstempeln auf Kasserollen aus Bronze bekannt. Sechs der Stücke wurden auf dem Gebiet des antiken Gallien, dem heutigen Frankreich, gefunden. Nur eines der Stücke wurde außerhalb Galliens gefunden, mit einem Fundort im antiken Britannien wurde es allerdings auch auf dem Gebiet der römischen Nordwest-Provinzen gefunden. Für eine vergleichsweise große Zahl an erhaltenen Produkten eines einzelnen Toreuten weisen diese eine vergleichsweise geringe regionale Streuung auf. Wenige andere Toreuten mit einer ähnlichen Zahl erhaltener Werke wie beispielsweise Gnaeus Cipius Hilarius weisen eine ähnlich geringe Fundverteilung auf. Bei den Stücken handelt es sich um:
1. Bronzekasserolle; in La Truchère, Département Saône-et-Loire, in der Saône gefunden; heute im Musée Greuze in Tournus.[1]
2. Bronzekasserolle; in Décines-Charpieu, Métropole de Lyon, Region Auvergne-Rhône-Alpes gefunden; heute im Musée des Beaux-Arts.[2]
3. Bronzekasserolle; von unbekanntem Fundort; heute in einer Privatsammlung in Mâcon, Département Saône-et-Loire.[3]
4. Bronzekasserolle; in Corseul, Département Côtes-d’Armor gefunden; heute im Musée des Beaux-Arts in Rennes, Region Bretagne.[4]
5. Bronzekasserolle; wahrscheinlich in Dijon, Département Côte-d’Or gefunden; heute im Musée des Beaux-Arts in Reims, Champagne.[5]
6. Bronzekasserolle; gefunden in Villeurbanne, Métropole de Lyon, Region Auvergne-Rhône-Alpes; heute im Musée des Antiquités Nationales in Saint-Germain-en-Laye, Département Yvelines, Region Île-de-France.[6]
7. Bronzekasserolle; gefunden in einem Hortfund in Prestwich Carr, Northumberland, England; heute im Great North Museum: Hancock in Newcastle (ehemals im Museum of Antiquities).[7]

## Einzelbelege
1. ↑  Inventarnummer ?; Richard Petrovszky: Studien zu römischen Bronzegefäßen mit Meisterstempeln. Leidorf, Buch am Erlbach 1993, S. 256–257, Nr. D.04.01.
2. ↑  Inventarnummer Br 140 [E 202]; Richard Petrovszky: Studien zu römischen Bronzegefäßen mit Meisterstempeln. Leidorf, Buch am Erlbach 1993, S. 257, Nr. D.04.02; CIL 12, 5698,5.
3. ↑  Richard Petrovszky: Studien zu römischen Bronzegefäßen mit Meisterstempeln. Leidorf, Buch am Erlbach 1993, S. 257, Nr. D.04.03.
4. ↑  Inventarnummer 794.1.338; Richard Petrovszky: Studien zu römischen Bronzegefäßen mit Meisterstempeln. Leidorf, Buch am Erlbach 1993, S. 257, Nr. D.04.04; CIL 13, 10027,22b.
5. ↑  Inventarnummer ?; Richard Petrovszky: Studien zu römischen Bronzegefäßen mit Meisterstempeln. Leidorf, Buch am Erlbach 1993, S. 258, Nr. D.04.05; CIL 13, 10027,22d.
6. ↑  Inventarnummer 13.690; Richard Petrovszky: Studien zu römischen Bronzegefäßen mit Meisterstempeln. Leidorf, Buch am Erlbach 1993, S. 258, Nr. D.04.06; CIL 13, 10027,22.
7. ↑  Inventarnummer 1890.II.3–9; Richard Petrovszky: Studien zu römischen Bronzegefäßen mit Meisterstempeln. Leidorf, Buch am Erlbach 1993, S. 258, Nr. D.04.07.

| Personendaten    | Personendaten                      |
| ---------------- | ---------------------------------- |
| NAME             | Draccius                           |
| KURZBESCHREIBUNG | antiker römischer Toreut           |
| GEBURTSDATUM     | 1. Jahrhundert                     |
| STERBEDATUM      | 1. Jahrhundert oder 2. Jahrhundert |